# Небы
«Небы» — п'ятий студійний альбом української російськомовної співачки Йолки. Випущений 17 лютого 2015 року.

## Списки композицій
| #   | Назва                      | Автор                  | Тривалість |
| --- | -------------------------- | ---------------------- | ---------- |
| 1.  | «Нарисуй мне небо»         | А.Дулов, Т.Нотман      | 4:01       |
| 2.  | «Хочу»                     | Т.Rush                 | 3:38       |
| 3.  | «Тело офигело»             | Е.Солодовников         | 3:51       |
| 4.  | «Одна»                     | К.Бакшук               | 3:27       |
| 5.  | «Всё зависит от нас»       | А.Ракитин              | 4:01       |
| 6.  | «Ты знаешь» (feat. Бурито) | И.Бурнышев, И.Бледный  | 3:09       |
| 7.  | «Лети, Лиза»               | Е.Солодовников         | 3:33       |
| 8.  | «Прохожий»                 | А.Ракитин              | 5:01       |
| 9.  | «Этажи»                    | А.Верлин               | 3:49       |
| 10. | «Прекрасна»                | А.Положинский          | 3:35       |
| 11. | «Домой»                    | Предзаказ              | 3:19       |
| 12. | «Пара»                     | Предзаказ              | 3:22       |
| 13. | «Моревнутри»               | Е.Бардаченко, А.Беляев | 3:56       |
| 14. | «Новое небо»               | Предзаказ              | 4:24       |

## Чарту
- «—» — песня отсутствовала в чарте

| Год  | Название                 | Чарты                      | Чарты                              | Чарты                                       | Чарты                               | Чарты                             | Чарты                      | Чарты                      | Альбом |
| Год  | Название                 | СНГ (Tophit Общий Топ-100) | Россия (Tophit Московский Топ-100) | Россия (Tophit Санкт-Петербургский Топ-100) | Украина (Tophit Украинский Топ-100) | Украина (Tophit Киевский Топ-100) | Audience Choice TopHit 100 | СНГ (Tophit Годовой общий) | Альбом |
| ---- | ------------------------ | -------------------------- | ---------------------------------- | ------------------------------------------- | ----------------------------------- | --------------------------------- | -------------------------- | -------------------------- | ------ |
| 2012 | «Хочу»                   | 8                          | 26                                 | 16                                          | 2                                   | 2                                 | 5                          | 109                        | #Небы  |
| 2012 | «Звёзды, звёзды»         | 143                        | -                                  | -                                           | -                                   | -                                 | 77                         | -                          | #Небы  |
| 2013 | «Тело офигело»           | 94                         | -                                  | -                                           | -                                   | -                                 | 7                          | -                          | #Небы  |
| 2013 | «Новый мир»              | 163                        | -                                  | -                                           | -                                   | -                                 | 35                         | -                          | #Небы  |
| 2013 | «Лети, Лиза»             | 16                         | 29                                 | 34                                          | 11                                  | 7                                 | 4                          | 133                        | #Небы  |
| 2014 | «Ты знаешь»(Feat Бурито) | 1                          | 1                                  | 3                                           | 10                                  | 18                                | 5                          | 4                          | #Небы  |
| 2014 | «Нарисуй мне небо»       | 9                          | 13                                 | 18                                          | 34                                  | 58                                | 1                          | 43                         | #Небы  |
| 2015 | «Моревнутри»             | 1                          | 1                                  | 1                                           | 9                                   | 12                                | 5                          | 1                          | #Небы  |
| 2015 | «Прохожий»               | 5                          | 10                                 | 1                                           | 2                                   | 15                                | 8                          | 20                         | #Небы  |